# セクター (腕時計)

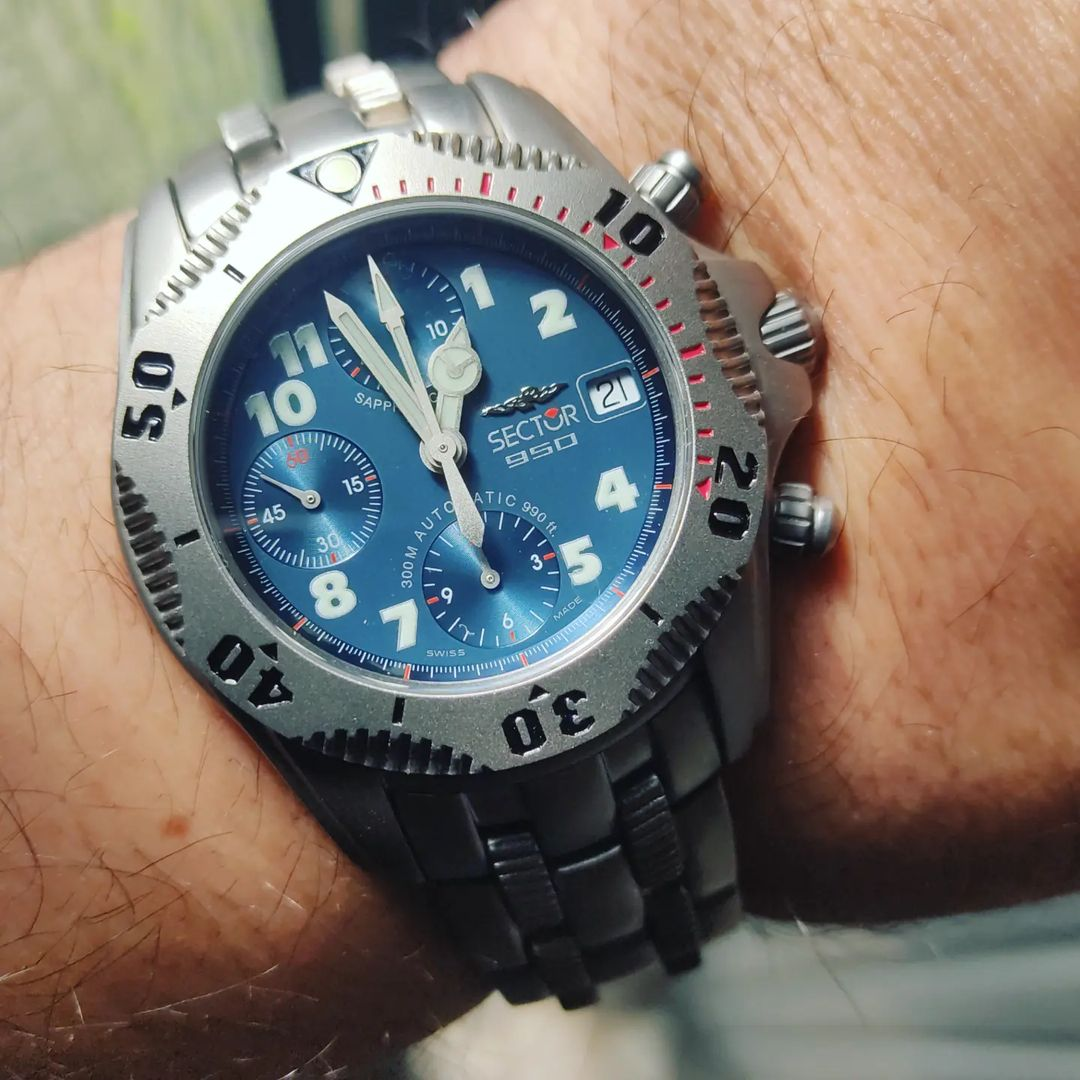
Settore No Limits 950

セクター（SECTOR、SECTORNOLIMITS）は、本社をイタリア、パドヴァにおく時計メーカーである。
ルーツは、1858年にアンティーク時計商フィリポ・ジャルディエロが初めて製造、販売したPhilip Watchである。現在、セクター社は世界に40箇所の販売拠点を持つ。フラッグシップ的なブランドはスポーツウォッチ”セクター(SECTOR)”。2006年、セクター社はイタリアの革バンド・ジュエリーメーカー「モレラート(MORELLATO)社」と合併、モレラート&セクター社となった。